# Neisha Bernard-Thomas
Pour les articles homonymes, voir Bernard et Thomas.
Neisha Bernard-Thomas, née le 21 janvier 1981 dans la paroisse de Saint Patrick (Grenade), est une athlète grenadienne, spécialiste du demi-fond.

## Carrière
Entre 2003 et 2005, elle est membre de l'équipe d'athlétisme de la Université d'État de Louisiane, remporte pendant ses études, deux titres NCAA et établit le record de l'université sur le 800 m en 2 min 03 s 93.
En 2003 puis en 2005, Neisha Bernard-Thoms remporte l'or aux Championnats d'Amérique centrale et des Caraïbes d'athlétisme sur le 800 m. En 2006, elle participe aux Jeux du Commonwealth disputé à Melbourne. Elle termine alors 8e du 800 m en 2 min 01 s 96.
Elle représente la Grenade aux Jeux olympiques d'été de 2008 et est porte-drapeau à la cérémonie de clôture. Courant le 800 m, elle court dans la 4e série qu'elle termine en 2 min 00 s 09, temps qui lui permet de passer en demi-finale, où elle est éliminée avec un temps de 2 min 01 s 84. L'année suivante, qualifiée pour les Championnats du monde 2009, Neisha Bernard-Thomas finit 5e de sa série du 800 m en 2 min 04 s 55 et ne passe pas en demi-finale.
En 2012, elle est de nouveau porte-drapeau à la cérémonie de clôture pour la Grenade. Concourant une nouvelle fois sur le 800 m, elle termine 6e de la série 6 en 2 min 03 s 23 et est qualifiée pour les demi-finale. Là, elle réalise un temps de 2 min 00 s 68, qui est insuffisant pour passer en finale.

## Palmarès international
| Date | Compétition                                      | Lieu          | Place   | Temps         |
| ---- | ------------------------------------------------ | ------------- | ------- | ------------- |
| 2003 | Championnats d'Amérique centrale et des Caraïbes | Saint-Georges | 1re     | 2 min 04 s 12 |
| 2003 | Jeux panaméricains                               | Santo Domingo | demi-f. | 2 min 04 s 22 |
| 2005 | Championnats d'Amérique centrale et des Caraïbes | Nassau        | 1re     | 2 min 01 s 07 |
| 2005 | Championnats du monde                            | Helsinki      | série.  | 2 min 02 s 50 |
| 2006 | Jeux du Commonwealth                             | Melbourne     | 8e      | 2 min 01 s 96 |
| 2008 | Jeux olympiques                                  | Pékin         | demi-f. | 2 min 00 s 09 |
| 2009 | Championnats du monde                            | Berlin        | série.  | 2 min 04 s 55 |
| 2011 | Championnats d'Amérique centrale et des Caraïbes | Mayagüez      | 4e      | 2 min 03 s 56 |
| 2012 | Jeux olympiques                                  | Londres       | série.  | 2 min 00 s 68 |